# Nadakaze
Il Nadakaze (灘風? lett. "Vento sul mare in tempesta"), dal 1º aprile 1940 ridenominato 2-Gō shōkaitei (第-2号哨戒艇? lett. "pattugliatore Numero 2"), è stato un cacciatorpediniere della Marina imperiale giapponese, settima unità appartenente alla classe Minekaze. Fu varato nel giugno 1920 dal cantiere navale di Maizuru.
Sino alla fine degli anni trenta fece parte delle divisioni cacciatorpediniere, partecipando a esercitazioni varie, inframmezzate da periodi di collocazione in riserva. Oggetto di un rafforzamento strutturale nel 1937-1938, a inizio 1939 fu selezionato per essere trasformato in pattugliatore: perse metà dei cannoni e 2/3 dell'armamento silurante, imbarcando cannoni contraerei e lanciatori di bombe di profondità. Alla fine del 1941 fu ancora modificato per operare anche come trasporto d'assalto e inserito in uno squadrone di navi pattuglia, con il quale ebbe ruoli secondari nelle operazioni anfibie nelle Filippine e nelle Indie orientali olandesi; fu poi presente alla battaglia delle Midway (4-6 giugno 1942). In agosto, subito dopo lo sbarco statunitense a Guadalcanal, fu trasferito alla base aeronavale di Truk e quindi a Rabaul: partecipò alla battaglia delle Salomone Orientali e a regolari missioni di perlustrazione e scorta. A partire dall'inizio del 1943 la sua attività si concentrò esclusivamente sulla difesa delle decine di convogli che solcavano l'Oceano Pacifico occidentale occupato dall'Impero giapponese; nonostante la pericolosità crescente comportata da tale compito, sopravvisse senza danni sino al 25 luglio 1945, giorno nel quale fu affondato da un sommergibile britannico mentre trasportava rifornimenti da Surabaya a Makassar. I superstiti furono poche decine.

## Servizio operativo

### Costruzione
Il cacciatorpediniere Nadakaze fu ordinato nell'anno fiscale edito dal governo nipponico nel 1917. La sua chiglia fu impostata nel cantiere navale di Maizuru il 9 gennaio 1920 e il varo avvenne il 26 giugno dello stesso anno; fu completato il 30 settembre 1921. Fu posto al comando del capitano di corvetta Kihachi Eguchi e assegnato al 1º Distretto navale con quartier generale a Yokosuka, ove l'anno seguente Eguchi assunse il comando congiunto del gemello Shimakaze.

### Anni 1920-1941
Dal 1º dicembre 1923 il Nadakaze cambiò un totale di sei comandanti, l'ultimo dei quali fu Aritomo Gotō, che assunse il controllo della nave il 23 luglio 1928. Nel gennaio 1929, nella baia di Tokyo, il Nadakaze partecipò a una serie di prove condotte con lo scafo disarmato del vecchio cacciatorpediniere Uzuki, controllato a distanza tramite onde radio. Nei giorni immediatamente successivi Gotō fu rimpiazzato dal capitano di corvetta Minbu Sakano, che a sua volta lasciò il comando il 15 novembre 1929 quando il Nadakaze fu posto in riserva a Yokosuka per un anno. Il 15 novembre 1930 tornò in servizio attivo e operò sotto due altri ufficiali (capitano di corvetta Moichi Narita e capitano di fregata Kazutaka Niimi), quindi fu nuovamente tolto dalla prima linea il 1º dicembre 1932; dal maggio 1933 riprese il normale servizio e al suo comando si avvicendarono altri cinque comandanti. Il 20 gennaio 1939 il Nadakaze fu ormeggiato all'arsenale di Yokosuka per iniziare la conversione in pattugliatore, che richiese oltre un anno di lavori: per prima cosa furono rimossi due cannoni da 120 mm, i due impianti lanciasiluri a mezzanave e parte delle mine, allo scopo di fare spazio a due lanciatori di bombe di profondità (16 ordigni in totale) e a cinque installazioni binate su cannoni contraerei Type 96 da 25 mm L/60. Furono poi eliminate due caldaie, misura che fece diminuire la potenza massima a 19 250 shp e la velocità a 22 nodi (la quantità di olio combustibile passò a 300 tonnellate circa). Le modifiche incrementarono di poco il dislocamento standard e quello a pieno carico, rispettivamente 1 412 e 1 727 tonnellate.
Il 1º aprile 1940 il Nadakaze fu ufficialmente ridenominato 2-Gō shōkaitei, ossia "pattugliatore Numero 2". Continuò a servire a Yokosuka come parte dell'unità di guardia assegnata alla base, dapprima sotto il tenente di vascello Masahirō Umagoshi e poi, dal 15 novembre 1940, agli ordini del tenente di vascello Takuo Furuya. Nel tardo 1941 tornò all'arsenale di Yokosuka per ulteriori interventi: furono sbarcati tutti gli armamenti, escluso il solo cannone prodiero, e furono creati ambienti interni atti ad accogliere sino a 250 soldati equipaggiati. Inoltre la poppa assunse una forma a rampa per consentire il lancio di due chiatte classe Daihatsu da sbarco. Il 20 novembre 1941 fu aggregato al 1º Squadrone pattugliatori assieme al gemello Numero 1 e alle navi pattuglia dalla Numero 32 alla Numero 39.

### 1942
L'8 dicembre 1941 il Numero 2 partecipò ai facili sbarchi sulle isole Batan, quindi rientrò alle isole Amami Ōshima e da qui, con il Numero 1, salpò il 17 dicembre alla volta della baia Lamon, toccata il 24. Fu aggregato alla formazione del contrammiraglio Kyūji Kubo, forte dell'incrociatore leggero Nagara e vari dragamine, che scortava il convoglio d'invasione per Celebes: compiuti gli sbarchi, rimase dal 15 al 21 gennaio presso l'isola di Banka e il 24 si portò al largo di Kendari in perlustrazione. Il 2 febbraio ripartì da Banka con un piccolo gruppo di navi ausiliarie che recò a Kendari reparti da costruzione, quindi con il Numero 1 seguì il grosso della squadra del contrammiraglio Kubo che difese il convoglio d'invasione predisposto per la cittadina di Makassar (sempre su Celebes): l'operazione si svolse tra il 6 e il 10 febbraio senza difficoltà, pertanto il giorno seguente i due pattugliatori fecero ritorno a Kendari e, da lì, proseguirono sino all'isola di Ambon toccata il 14. Il Numero 2 appoggiò nei giorni seguenti, con il Numero 1 e il Numero 34, l'occupazione della neutrale Timor portoghese; ripartì dunque per scortare, con l'unità sorella, un trasporto nell'appena conquistata Kupang (25 febbraio) e in seguito i due pattugliatori furono aggregati alla forza del contrammiraglio Ruitarō Fujita, incaricata di occupare la Nuova Guinea olandese. L'operazione "N" ebbe avvio il 31 marzo, gli sbarchi si verificarono tra il 1º e il 21 aprile e il Numero 2 fu spesso utilizzato per velocizzare lo scarico dei materiali. Richiamato in patria, arrivò il 1º maggio a Yokosuka alle cui dipendenze tornò nuovamente, assieme al Numero 1: due settimane più tardi le due unità salparono di scorta a un trasporto e alla nave appoggio idrovolanti Akitsushima, che giunsero indenni a Saipan il 19. Qui stava radunandosi un importante convoglio d'invasione per l'atollo di Midway sotto la protezione dell'imponente 2ª Flotta (viceammiraglio Nobutake Kondō): il Numero 2, il Numero 1 e il Numero 34 furono posti sotto gli ordini di questi e così furono presenti alla disastrosa battaglia delle Midway. A metà giugno la squadra rientrò a Saipan e vi fece scendere le truppe che avrebbero dovuto occupare le isole, poi il Numero 2 proseguì sino a Yokosuka e il 1º luglio tornò agli ordini del reparto di guardia locale. Nelle settimane seguenti, spesso coadiuvato dal Numero 1, attese a missioni di scorta al naviglio in arrivo ma, il 9 agosto, i due pattugliatori salparono alla volta di Truk, facendo una tappa a Saipan. Il 16 ripartirono di scorta all'incrociatore ausiliario Kinryu Maru, che stava recando a Guadalcanal la 5ª Forza da sbarco speciale "Yokosuka", e navigarono verso sud: il 25, al termine della confusa battaglia delle Salomone Orientali, bombardieri in picchiata Douglas SBD Dauntless e quadrimotori Boeing B-17 Flying Fortress attaccarono il convoglio e affondarono l'incrociatore. Il Numero 2, assieme alle altre navi, recuperò i superstiti e riparò nella rada delle isole Shortland. Nei mesi successivi il Numero 2 operò sempre dalle Shortland e fu impegnato in regolari missioni di perlustrazione al largo delle isole, o di scorta ai trasporti che vi facevano tappa; concluse anche alcune crociere contro il pericolo dei sommergibili e visitò sia Munda, nella Nuova Georgia sud-occidentale (dove i giapponesi stavano costruendo un importante aeroporto), sia la grande base di Rabaul, a nord-ovest delle isole Salomone. Dal 20 dicembre rimase lì ormeggiato.

### 1943

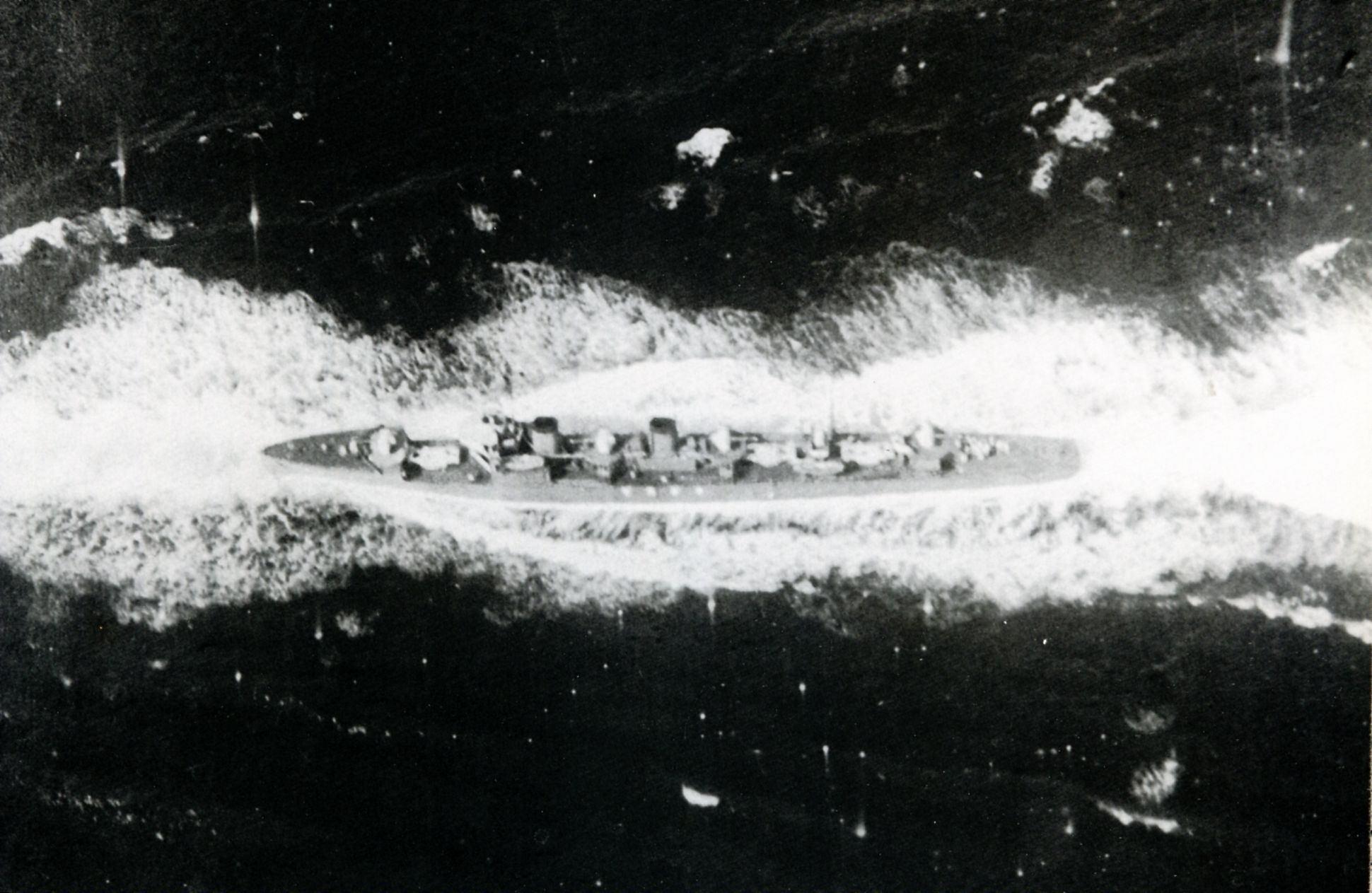
Il Nadakaze lanciato ad alta velocità, quando era ancora un cacciatorpediniere di squadra

Nella prima metà del gennaio 1943 il pattugliatore Numero 2 completò una missione da Rabaul a Munda, con tappa intermedia a Buin, e ritorno. Il 12 lasciò la rada e, dopo una fermata a Saipan, toccò a fine mese Yokosuka: qui, il 15 febbraio, fu riassegnato alla 1ª Divisione di scorta e passò agli ordini del tenente di vascello Takejirō Kito. Il 21 si portò a Moji e il 26 partì di scorta al convoglio Numero 131 di sette cargo, che a inizio marzo scaricò provviste, rifornimenti e materiali a Takao (Isola di Formosa) e alla base militare di Mako (isole Pescadores). Il Numero 2 continuò a operare in quest'area per il resto del mese, spesso accompagnando al largo i convogli in partenza: il 22, però, completò il viaggio con il convoglio Numero 742 sino a Manila, da dove proseguì per le isole Palau sempre in difesa di un singolo mercantile. Dal 4 al 10 aprile fece la rotta inversa in difesa del convoglio Numero 3202, che perse un'unità a causa del sommergibile USS Grayling. Dopo un'altra missione di andata e ritorno dall'arcipelago, il pattugliatore tornò a Takao il 15 maggio assieme a un mercantile, che fece tappa anche a Mako. La settimana successiva fu incaricato di scortare sino a Moji il grosso convoglio Numero 266 di tredici navi: le unità salparono il 27 maggio di mattina e arrivarono a destinazione il 1º giugno, dopo aver perduto lo Shoko Maru. Il Numero 2 tornò dunque a Takao e per il resto del mese si occupò di difendere diversi gruppi di mercantili in viaggio per l'Indocina e Singapore. Il 10 luglio rientrò a Takao e riprese a operare lungo la rotta che la congiungeva a Moji, poi a fine agosto completò un ennesimo viaggio di scorta alla volta di Saigon. Dal 7 al 14 settembre fu impegnato, assieme a una cannoniera, a difendere il convoglio Numero 424 diretto a Mako, e dal 19 al 24 scortò il Numero 205 sino a Moji; il 25 proseguì isolato sino a Kōbe e prese in carico il gruppo 8927 di mercantili per proteggerli sino alla baia di Tokyo: il viaggio fu tranquillo, eccettuato un attacco sottomarino rimasto senza conseguenze. Dal 29 settembre il pattugliatore Numero 2, assai usurato dalle molteplici missioni, rimase in riparazione a Nagaura (est di Tokyo); il mattino del 7 ottobre si spostò all'arsenale di Yokosuka e fu posto in un bacino di carenaggio. Fu rimesso in acqua il 12 e fu oggetto di ulteriori revisioni per una settimana ancora: rientrò in servizio il 18, tuttavia il giorno seguente accusò seri guasti alle macchine mentre era in partenza con un convoglio da Yokohama. Il 26 ottobre l'apparato motore era stato riparato e il Numero 2 scortò una petroliera a Moji, quindi si occupò di due convogli diretti a Takao (30 ottobre-4 novembre) e a Manila (7-10 novembre). Dalla città salpò il 15 per prestare assistenza a un convoglio attaccato e il 18 per l'isola di Halmahera, parte del convoglio H-5A: durante la traversata fu però dirottato a Balikpapan, dove giunse il 25 novembre per contribuire alla difesa del convoglio 2612 di tre navi. Esso partì il 30 ma, dopo la perdita del Nichiryo Maru avvenuta il 1º dicembre a opera di un sommergibile, il Numero 2 guidò le superstiti indietro; continuò dunque per la baia Kabetan a Celebes e ripartì alla volta delle isole Palau, raggiunte il 7. Dal 13 al 19 dicembre fu coinvolto in una missione di scorta a petroliere dirette a Tarakan e una nave da carico destinata a Balikpapan, dove il 25 il comandante Kito fu informato di essere stato trasferito alla 22ª Forza speciale di presidio, dipendente dalla Flotta dell'Area sud-occidentale. Il giorno successivo partì con un convoglio alla volta delle Palau.

### 1944
La sera del 1º gennaio 1944 il Numero 2, il resto della scorta e i mercantili arrivarono a destinazione; il pattugliatore intraprese il 3 gennaio il viaggio inverso, coadiuvato dal Tachikaze e in difesa di due petroliere, che toccarono il 7 Balikpapan. Dopo aver completato una pattuglia antisommergibile, il Numero 2 salpò il 17 gennaio a difesa di due altre petroliere in rotta per la base di Truk: lungo la navigazione, comunque, i cacciatorpediniere Tanikaze e Shimakaze e il pattugliatore fu dirottato alle Palau per affiancare il piccolo convoglio NE-602 che, partito il 26 gennaio, doveva scaricare a Balikpapan. Il porto fu raggiunto dalle tre unità il 1º febbraio, data dopo la quale il servizio del Numero 2 è sconosciuto per tre mesi. Dal 1º al 5 maggio coprì due petroliere che trasferirono carburante da Tarakan alla città, quindi portò a termine una ricognizione antisommergibile tra il 6 e l'8; infine dal 9 al 20 fu sempre a fianco della nave da carico Kanan Maru, che fece più viaggi a Menado e Tolitoli. Nuovamente assegnato a pattugliamenti antisommergibile, fu coinvolto in una caccia infruttuosa tra il 24 e il 27 e poi salpò con due mercantili; le navi fecero tappa all'Isola Laut prima di procedere verso Singapore, che fu raggiunta il 3 giugno. Qui il Numero 2 fu ormeggiato e rimase fermo più di un mese per le necessarie revisioni.
L'11 luglio, tornato in completa efficienza, salpò di scorta al mercantile Nankai Maru, che dopo una tappa a Makassar si ormeggiò il 19 a Balikpapan; passò dunque a difendere una petroliera e un trasporto militare, in rotta per l'ancoraggio di Tawi Tawi, dove rimasero dal 26 al 30 luglio. Il Numero 2 seguì poi le due unità fino a Cebu, toccata il 4 agosto, e le riaccompagnò il giorno seguente a Tawi Tawi; prese in carico con un cacciasommergibili un altro cargo e lo scortò sino a Balikpapan (11 agosto), dove fu caricato con materiale da sbarcare a Surabaya: il pattugliatore lo accompagnò fino a poca distanza dal porto, tornò indietro e il 16 agosto protesse un trasporto diretto a Makassar. Nei giorni seguenti attese a una missione di trasferimento truppe da Balikpapan a Tarakan, quindi si portò a Tawi Tawi per il 24 agosto; coadiuvato da un cacciasommergibile, difese una petroliera lungo la rotta per Balikpapan, toccata il 30. A partire dal 31 agosto e sino alla fine di settembre rimase al fianco del trasporto truppe T.131, che da Balikpapan compì missioni verso l'isola di Jolo, Tarakan, Tawi Tawi: a queste traversate parteciparono anche altre unità ausiliarie (come posamine e cacciasommergibili) e la petroliera Shiretoko. L'ultima occasione nella quale il Numero 2 scortò queste navi si ebbe tra il 22 e il 28 settembre, quando in rotta per Manila dovettero fermarsi a Puerto Princesa allo scopo di evitare una serie di incursioni aeree lanciate dalla flotta di portaerei statunitensi. Il 30 settembre il pattugliatore partì da solo per una baia nel nord-est dell'isola di Palawan e il 3 ottobre riuscì ad attraccare a Manila: ne ripartì il giorno seguente di scorta a un convoglio, ma fu richiamato indietro per difendere con un posamine la Shiretoko e un'altra nave cisterna, in procinto di salpare. La missione iniziò il 6 ma, all'alba seguente, la petroliera fu gravemente colpita da un sommergibile; trascinatala al riparo all'isola di Busuanga, il Numero 2 la sorvegliò mentre avevano luogo frenetiche riparazioni, quindi vigilò sul penoso trasferimento sino a Tarakan, durato dal 12 al 22 ottobre a causa delle diverse tappe. Il 25 ottobre il Numero 2 partì con due cacciasommergibili per scortare due cargo e quattro petroliere; una però, la Unkai Maru, si arenò su bassi fondali nel pomeriggio e il pattugliatore rimase a prestare assistenza: riuscì a disincagliarla e le due navi raggiunsero il resto del convoglio a Puerto Princesa il 29. Il gruppo fu però attaccato lungo la rotta per Manila e perse quattro unità prima di raggiungerla (1º novembre). Tra l'8 e il 10 novembre il Numero 2 tornò a Balikpapan in difesa di un convoglio più piccolo, non riuscendo a impedire che un'altra petroliera fosse colata a picco dai sommergibili statunitensi; si spostò quindi a Surabaya per un raddobbo urgente, che lo tenne fermo per il resto dell'anno.

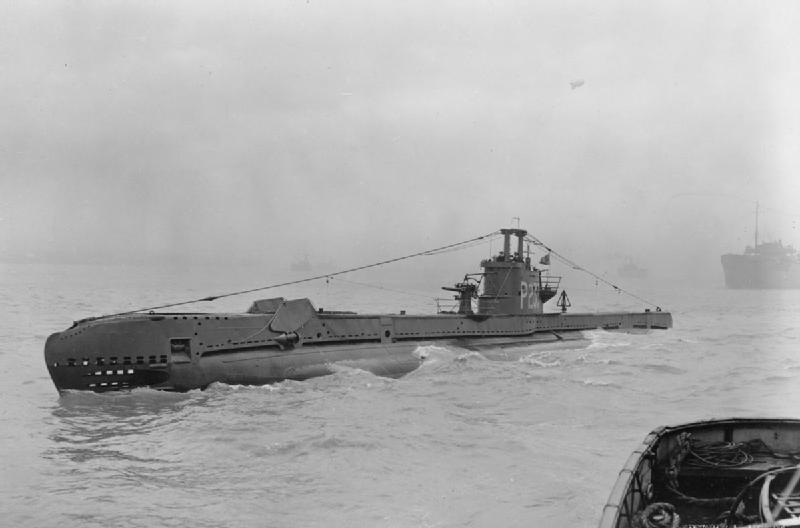
Lo Stubborn colò a picco il vecchio pattugliatore Numero 2, ex Nadakaze

### 1945 e l'affondamento
Il 19 gennaio 1945 il Numero 2 lasciò Surabaya e si portò a Batavia il 21, allo scopo di unirsi a un convoglio di due navi. Il gruppo partì il 27 e tre giorni più tardi giunse a Surabaya. Da qui il pattugliatore ripartì il mattino presto del 6 febbraio assieme a un cacciasomemrgibile, un posamine e quattro mercantili, unità che arrivarono tutte quante a Makassar o Balikpapan il 9. A inizio marzo condusse un lungo pattugliamento al di fuori del porto, durato tre giorni, poi prese un carico un convoglio che accompagnò a Surabaya (9-13 marzo); in questo porto rimase ormeggiato per il resto del mese e probabilmente anche oltre. Il 25 luglio il Numero 2 lasciò Surabaya per una missione di trasporto con destinazione Makassar. Assunta una rotta est, si mantenne sul lato settentrionale delle piccole Isole della Sonda navigando a zig-zag. All'altezza dello Stretto di Lombok, tuttavia, s'imbatté nel sommergibile britannico  che riuscì ad avvicinarsi sino a 2 700 metri e lanciare un fascio di siluri. Due centrarono il pattugliatore, che esplose e affondò all'imbocco settentrionale dello stretto (7°07′S 115°40′E). Il comandante capitano di fregata Albert G. Davies decise allora di emergere tra i naufraghi, uno dei quali compì un "gesto sospetto": Davies ordinò di fare fuoco sui giapponesi e il massacro fu interrotto solo dalla comparsa di un velivolo nipponico, che convinse il sommergibile a immergersi. Il pomeriggio seguente un cacciasommergibile arrivò sul luogo dell'affondamento e recuperò poche decine di superstiti; il tenente di vascello Kito e gran parte degli uomini erano infatti periti.
Il 30 settembre 1945 il pattugliatore Numero 2 fu radiato d'ufficio dai registri della Marina imperiale giapponese.